# Квестор
Кве́стор (лат. quaestor < quaerere — буквально «расспрашивать; расследовать») — один из римских ординарных магистратов.
Были первоначально лишь общими помощниками консулов без какой-либо специальной компетенции. Позже их положение сделалось более самостоятельным: они стали избираться в трибутных комициях и тогда они постепенно стали специализироваться в двух областях — уголовной юрисдикции и заведовании государственной казной и государственным архивом. Однако пока уголовная юрисдикция находилась в руках консулов, квесторы, как их помощники, производили предварительное следствие (quaestores parricidii).
Когда же примерно в середине эпохи Республики уголовный суд перешёл к народным собраниям, а затем к постоянным уголовным судам (quaestiones perpetuae), роль квесторов в этой области закончилась и стала развиваться их функция заведования государственным казначейством. В их обязанности стали входить хранение казённой наличности (pecuniam publicam custodire), ведение приходо-расходных книг (rationes referre) и т. д. После того, как квесторы сделались и хранителями гос. архива, присяга магистратов на верность законам стала совершаться перед квесторами.
Первоначально квесторов было двое, с 421 года до н. э. — 4, причём к этой должности стали допускаться и плебеи. Позже это число удвоилось, в 82 году до н. э. достигло 20, а при Цезаре из-за свойственного его периоду расширения бюрократии — 40. Из этого числа те, кто оставался в городе для заведования казной и архивом, были quaestores urbani (aerarii), другие прикомандировывались к военачальникам для ведения финансовых дел их армий (выдача сумм на содержание, уплата жалованья и т. д.), третьи для той же цели посылались в провинции к проконсулам и пропреторам, a четвёртые наблюдали в приморских городах и некоторых других местах за поступлением таможенных пошлин и другими хозяйственными делами государства. Один такой квестор находился в Галлии, другой — в Остии (quaestor Ostiensis) и следил за зерновым снабжением (res frumentaria).
Квесторы осуществляли также продажу обработанных и размежёванных земельных участков (agri limitati), которые назывались уже agri quaestorii.

## Требования к квесторам
Закон 180 года до н. э. Villia annalis установил минимальный возраст для получения квестуры — кандидат должен был предварительно отбыть 10-летнюю воинскую повинность или, по крайней мере, в течение этого времени предъявить себя к набору, а так как отбывание воинской повинности начиналось с 17 лет, то занять должность квестора можно было не ранее, чем в возрасте 27 лет.